# 陈丽妃 (明成祖)
恭顺荣穆麗妃(15世紀初—1424年8月12日) ，陳氏，名失考，又稱「陳麗妃」，中國古代明朝皇族女性，明成祖後宮嬪妃。父寧陽侯陈懋。
永乐二十年，被朱棣選入宮中。當時朱棣63歲，陳麗妃只有十幾歲。
永乐二十二年（1424年）七月十八日，明成祖朱棣去世。明初制度，皇帝去世以活人殉葬，此次共殉葬30多人，陳氏也被殉葬，年齡可能不到20歲，谥号“恭顺荣穆”。